# Расед Сан Андреас
Расед Сан Андреас (енгл. San Andreas Fault) — транскурентни расед између Пацифика и Северноамеричке плоче. Дугачак је око 1.300 километара и пролази кроз територију државе Калифорнија у САД-у, углавном копном. Формиран је после нестанка плоче Фаралон.
Паралелно са раседом Сан Андреас, настали су и раседи Сан Габријел и Сан Џасинто. Померањем раседа, јављају се земљотреси до 8,1 степен магнитуде и узрокују површинска померања до 7 м у дубину. Најпознатији су земљотрес у Сан Франциску 1906. и земљотрес у Лома Пријети 1989. године.
Расед Сан Андреас је гранични део две геолошке плоче — северноамеричке и пацифичке. Пацифичка плоча окренута је према северозападу, а северноамеричка према југоистоку. Механичка подрхтавања унутар земљине коре настају трењем литосферних плоча. Ова напетост празни се земљотресима, који могу бити различитог интензитета.